# Бузано
Бузано (итал. Busano) је насеље у Италији у округу Торино, региону Пијемонт.
Према процени из 2011. у насељу је живело 1467 становника. Насеље се налази на надморској висини од 320 м.

## Становништво
| 1936. | 1951. | 1961. | 1971. | 1981. | 1991. | 2001. | 2011. |
| ----- | ----- | ----- | ----- | ----- | ----- | ----- | ----- |
| 780   | 817   | 860   | 1.006 | 1.126 | 1.261 | 1.367 | 1.588 |